# Абад, Хуан
Хуа́н Аба́д-и-Доми́нго (исп. Juan Abad y Domingo; 8 февраля 1872, Манила — 24 декабря 1932, Сямэнь, Фуцзянь) — филиппинский драматург и журналист. Основоположник национальной драмы на тагальском языке.

## Биография и творчество

### До 1899 года
Родился 8 февраляи1872 года в Маниле. Будучи старшим ребёнком в многодетной семье, вынужден был работать с ранних лет, почти не получив школьного образования. В подростковом возрасте начал трудиться в типографии, а с 16 лет стал писать стихи. Его первая пьеса, девятиактная комедия в жанре моро-моро «Мечты о несчастной судьбе» (исп. Sueños de Mala Fortuna), была поставлена в 1895 году, ознаменовав рождение тагальской драматургии.
В 1896 году с началом Филиппинской революции против испанского колониального владычества, Хуан оставил работу наборщика в типографии и влился в ряды революционеров. Став журналистом, сотрудничал с газетами «La Independencia» и «La Republica Filipina».

### 1899—1906
В начале Филиппино-американской войны, участвовал в создании газеты «Laong-Laan» (рус. Всегда наготове) и вскоре, в начале 1900 года был вместе с Хосе Пальмой арестован (на две недели), так как американские оккупационные власти сочли издание бунтарским. Следующим его местом работы стала ежедневная газета «Dimas-alang», которая была закрыта через два месяца, 5 апреля 1900 года.
Поняв, что журналистика в данных обстоятельствах дело опасное и невыгодное, Амад вновь обратился к написанию пьес. Он с другими бывшими сотрудниками «Dimas-alang» основал организацию «La Juventud Filipina» (рус. Филиппинская молодёжь), целью которой было развитие патриотической драматургии. За отказ принести военную присягу Соединённым Штатам Абад был вновь арестован и затем выслан в город Олонгапо, где написал трёхактную сарсуэлу «Manila-Olongapo», поставленную в июне 1901 года.
2 февраля 1902 года состоялась премьера одноактной пьесы «Цветок Сампалока» (таг. Bulaklak ng Sampalok). Она же принесла автору победу в литературном конкурсе и долгожданную  популярность. В том же году, 7 июля Абад сделал прорыв на филиппинской драматической сцене успешной постановкой драмы «Золотая цепь» (таг. Tanikalang Guinto), написанной ещё накануне революции. 3 мая 1903 состоялась премьера спектакля в городе Батангас и в тот же день американские власти усмотрели пьесу как подстрекательскую к мятежу. Судья первой инстанции Пол Лайнбарджер  признал автора виновным и приговорил его к двум годам тюрьмы и штрафу в 2000 долларов. Абад подал апелляцию в Верховный суд и за время ожидания решения написал очередную патриотическую драму, оказавшуюся в итоге последней — «Одна вражеская пуля» (таг. Isang Punglo ng Kaaway), премьера которой состоялась 8 мая 1904 года в Малабоне. Пьеса стала причиной последующего ареста автора. 9 августа 1906 года Верховный суд отменил приговор Абаду, главным образом по формальным основаниям.

### После 1906 года
Рост кинематографа и спад интереса к театру убедил Абада сменить карьеру. В 1907 он опубликовал «Золотую цепь», после чего занимался преподаванием и редкими постановками с собственной труппой. После второй женитьбы он начал учить тагальскому алфавиту и даже издал тагальский букварь. Когда и это не принесло дохода, он занялся сельским хозяйством.
В 1923 году Абад вернулся в Манилу и открыл типографию. Впоследствии участвовал в рабочем движении и некоторое время редактировал профсоюзный журнал «Araw». В 1928 году был отправлен в командировку в Китай. Во время второй поездки туда, не смог вернуться на родину из-за проблем с паспортом. Умер 24 декабря 1932 года недалеко от города Амой (сейчас Сямынь), где и был похоронен.